# Смільчинці
Смі́льчинці — село в Україні, в Лисянській селищній громаді Звенигородського району Черкаської області. У селі мешкає 601 людей. Центр сільської ради. Розміщене за 10 км від центру громади, селища Лисянка, та за 40 км від залізничної станції Багачеве. Через село проходить автотраса Київ-Звенигородка.
До складу смільчинецької сільської ради входить село Ганжалівка.
Територія сільської ради — 2632,6 га. Площа села — 1924 га. Кількість населення 570 осіб, дворів — 315.
Поблизу села виявлено залишки поселень Трипільської культури.

## Походження назви
У документах XVII—XVIII століть село називають «Смальчинці».

| Можна припустити, що назва села пов'язана з популярним у ті часи промислом з видобутку поташу (калійна сіль). Навколишні ліси були джерелом доходу польських власників століттями. |
| |

| Є ще одна версія, що назва села походить від сполучення слів "сміливі ченці". З покоління в покоління передається героїко-романтична легенда про кількох ченців якогось православного монастиря, вщент зруйнованого татарами, які втікаючи верхи від переслідувачів, рятували церковний скарб. Зупинилися поблизу малого сільця, захованого поміж ярів та пагорбів, і... залишилися тут назавжди. |
| |

## Історія
Перша історична згадка про село — 1647 рік.
20 вересня 1656 року село Смільченці вдруге згадується в історичних документах, а саме в Універсалі гетьмана Б. Хмельницького, згідно з яким ігумену Г. Івашковському дозволялося відновити чоловічий Ірдинсько-Воноградський монастир. Останньому передавалися села Лисянщини: Орли, Смільченці та Будища.
У 1864 р. Лаврентій Похилевич у «Сказании о населенных местностях Киевской губернии» 1864 р. пише: «Смольчинцы, село в 6-ти верстах на восток от села Жабянки, при безымянном ручье, впадающем в р. Тикич при с. Мурзынцах. Через село проходит почтовая дорога из Лысянки в Звенигородку. Жителей обоего пола: православных 846, римских католиков 12».
Церковь Покровская, деревянная, 5-го класса; земли имеет 43 десятины; построена 1758 года. Предшествовавшая церковь, описанная в визите Корсунского деканата за 1741 г., была липовая, покрытая соломою; приходских дворов имела во время визиты 30, построена в 1700 г. Тогдашний священник ее Гавриил, посвящен епископом Хрисанфом 1727 г."
В 1670 р. польський король Михайло грамотою дав православному Свято-Троїцькому монастирю поблизу Лисянки право на володіння селами Смільченці (Смальчинці), Ганжалівку, Миски, Будище, Шестеринці, Настасинці Лисянського староства. В 1781 р. король Станіслав Август підтвердив ці пожалування.
З 1720 року село у складі Лисянського маєтку майже століття переходило від одного власника до іншого.
Після скасування кріпацтва (1861 р.) Лисянські володіння були передані у державну власність. Селянам належало 508 десятин землі («Київські губернські відомості», 1861 р.).
На 1900 рік у Смільченцях було 247 дворів, 1539 мешканців; 2408 десятин землі (в тому числі 1450 — поміщицької, 49 — церковної та 909 — селянської). Поміщиком був граф Андрій Адамович Потоцький, управляв маєтком Тадей Петрович Сирочинський. Поблизу села була панська економія (фільварок). Там стояв добротний будинок з господарськими прибудовами, нижче хутірець на 20 садиб, поряд ліс, ставок, чималий фруктовий сад. Обходили все господарство хуторяни, а у пору збору врожаю підключалося й село. Потоцькому належали дві потужні цукроварні, яким потрібна була сировина, тому селяни гнули спини переважно на бурякових ланах.
1917 року маєток був зруйнований, добро розпродала спеціально створена комісія, гроші здали на потреби держави.
1.10.1909 року відкрилося двокласне народне училище, паралельно продовжувала працювати церковно-парафіяльна школа.
1912 року на кошти земства збудовано нове приміщення училища. Процеси зміни влади, колективізації, ліквідації хуторів проходили болісно, як і скрізь.

### Українська Народна Республіка
З 1917 року село належить до Української Народної Республіки.

### Радянський період таДруга Світова війна
Голод 1932-33 років забрав життя близько 760 смільчан (така цифра викарбувана на пам'ятнику жертвам голодомору у райцентрі Лисянка). У самому ж селі Смільченці хрест на згадку про замучених голодною смертю в роки СРСР з'явився лише після проголошення незалежності. А до того, на запитання старожилам: «а де ж та братська могила, куди скидали трупи?», у відповідь чулося: «а на старому кладовищі, ось там, де найбільша гущавина дерев».
Із липня 1941 року по лютий 1944 року село перебувало під німецькою окупацією. У німецько-радянській війні на боці СРСР брало участь 268 мешканців села. Не повернулися з війни 124 смільчан, на їх честь в центрі села зведено монумент. Поряд (з іншого боку автотраси, біля школи) братська могила, якій знайшли свій останній притулок у січні-лютому 1944 року вісім вояків-окупантів радянської армії, імена трьох з них невідомі..
Голод 1947 року, колгоспне рабство за трудодні, безправ'я і бідність спонукали молодь втікати з села до міста. Це була перша хвиля масової міграції на шахти Юрбасу (першими на Звенигородщині 1947-го почали розробляти поклади бурого вугілля поблизу села Юрківка. Родовище тоді назвали Юрбас.), Донбасу, у центри великих промислових підприємств.
Ще перед війною колгосп «Добра згода» був перейменований на «Третьої п'ятирічки», а з 1958 року перейменований на колгосп ім. Щорса.
Головна спеціалізація — виробництво яєць (близько 21 тисячі курей-несучок).
Впродовж 1960-80 рр. у селі збудували будинок культури, нове приміщення школи, пошти, сільської ради, контори колгоспу, крамницю, асфальтували трасу.
Останні десятиліття — знову важкий період життя села. Гордість і надія — загальноосвітня школа, дитячий садок при ній, діючий медпункт.
В смільченецькій школі навчався уродженець сусіднього села Ганжалівка Гончаренко Олександр Іванович (1964 року народження, 27 березня), який брав участь у війні в Афганістані (В/Ч.П/П 51863, рядовий, водій, призваний до лав РА Лисянським РВК 1 квітня 1982 року), загинув 15 червня 1983 року на військовій службі. Похований 25 червня 1983 року у с. Ганжелівка Лисянського району Черкаської.

### Незалежна Україна
З 24 серпня 1991 село входить до складу незалежної України.

## Населення
Згідно з переписом УРСР 1989 року чисельність наявного населення села становила 709 осіб, з яких 296 чоловіків та 413 жінок.
За переписом населення України 2001 року в селі мешкало 595 осіб.

### Мова
Розподіл населення за рідною мовою за даними перепису 2001 року:
| Мова       | Відсоток |
| ---------- | -------- |
| українська | 97,67 %  |
| російська  | 2,33 %   |

## Постаті
- Стукало Олег Юрійович (1979—2015) — підполковник (посмертно) Збройних сил України, учасник російсько-української війни.
- Царенко Петро Михайлович (1956—2023) — український альголог, член-кореспондент НАН України.